# Margine Rosso
Margine Rosso is een plaats (frazione) in de Italiaanse gemeente Quartu Sant'Elena.